# Ajmanol
Ajmanol ist ein Motu des Arno-Atolls der pazifischen Inselrepublik Marshallinseln.

## Geographie
Ajmanol schließt sich im Süden direkt an Enealtok an. Es ist nur durch schmale Kanälchen von der nördlichen Schwester getrennt. Die nächste namhafte Insel im Süden heißt Kabinlok. Dazwischen liegen mehrere unbenannte Motu.